# Катастрофа A320 под Мухарраком
Катастрофа A320 под Мухарраком — крупная авиационная катастрофа, произошедшая в среду 23 августа 2000 года. Авиалайнер Airbus A320-212 авиакомпании Gulf Air выполнял плановый рейс GF-072 по маршруту Каир—Мухаррак, но при посадке в пункте назначения, когда экипаж выполнял третий уход на второй круг после двух неудачных заходов на посадку, рухнул в Персидский залив и полностью разрушился. Погибли все находившиеся на его борту 143 человека — 135 пассажиров и 8 членов экипажа.
На 2024 год эта авиакатастрофа остаётся крупнейшей в истории Бахрейна.

## Экипаж и пассажиры
На борту самолёта находились 2 пилота, 6 бортпроводников и 135 пассажиров. Всего 143 человека из 17 стран.
| Гражданство           | Пассажиры | Экипаж | Всего |
| --------------------- | --------- | ------ | ----- |
| Австралия             | 1         | 0      | 1     |
| Бахрейн               | 34        | 2      | 36    |
| Великобритания        | 2         | 0      | 2     |
| Египет                | 63        | 1      | 64    |
| Индия                 | 0         | 1      | 1     |
| Канада                | 1         | 0      | 1     |
| Китай                 | 3         | 0      | 3     |
| Кувейт                | 1         | 0      | 1     |
| Марокко               | 0         | 1      | 1     |
| Оман                  | 1         | 1      | 2     |
| Государство Палестина | 9         | 0      | 9     |
| Польша                | 0         | 1      | 1     |
| Саудовская Аравия     | 12        | 0      | 12    |
| Судан                 | 1         | 0      | 1     |
| ОАЭ                   | 6         | 0      | 6     |
| США                   | 1         | 0      | 1     |
| Филиппины             | 0         | 1      | 1     |
| Итого                 | 135       | 8      | 143   |

## Хронология событий
Заход на посадку осуществлялся на ВПП 12, когда примерно в 1 морской миле от неё на высоте 600 футов (около 1800 и 180 метров соответственно) экипаж доложил об уходе на второй круг и запросил разрешение выполнить левый разворот для снижения высоты. Диспетчер это разрешение дал. Однако при выполнении разворота командир, вероятно, потерял пространственную ориентацию и решил, что авиалайнер начал набор высоты, поэтому ещё больше опустил нос и доложил о повторном уходе на второй круг. Вертикальная скорость снижения возросла, о чём экипаж оповестила сигнализация опасного сближения с землей, но командир этот сигнал проигнорировал.
В 19:30 со скоростью 518,5 км/ч самолёт под углом 15° врезался в воды Персидского залива на мелководье и полностью разрушился. Все 143 человека на его борту погибли.

## Расследование
При расследовании было установлено, что катастрофа произошла из-за сочетания сразу нескольких факторов:
- Скрытые ошибки:
  - Недостаточная подготовка лётного экипажа.
  - Отсутствие обучению методикам crew resource management (управление ресурсами экипажа).
  - Необеспечение безопасности полётов.
  - Проблемы организационного и управленческого характера.
- Активные ошибки:
  - Игнорирование экипажем сигналов опасного сближения с землёй и опасной высоты.
  - Отсутствие эффективной коммуникации внутри лётного экипажа.
  - Пространственная дезориентация и чрезмерное внимание к некритическим проблемам.